# Kalmane, Shikarpur
Kalmane là một làng thuộc tehsil Shikarpur, huyện Shimoga, bang Karnataka, Ấn Độ.